# Aslan Aliyevich Maskhadov
Aslan Aliyevich Maskhadov (tiếng Chechnya: Аслан Али кант Масхадан, tiếng Latin: Aslan Ali Kant Masxadaŋ, tiếng Nga: Аслан Алиевич Масхадов) (1951 -2005) là một nhà lãnh đạo của phong trào Chechnya ly khai và Tổng thống thứ ba của Cộng hòa Chechnya Ichkeria.

## Thuở nhỏ
Aliyevich Aslan Maskhadov được sinh ngày 21 tháng 9 năm 1951, tại làng Sakai, tỉnh Karagandy, Kazakhstan của Liên Xô, trong thời gian dân Chechnya bị lưu đày theo lệnh của Joseph Stalin. Năm 1957, gia đình ông hồi hương về Chechnya, định cư tại Zebir-Yurt, Quận Nadterechny.
Năm 1972, tốt nghiệp Trường cao cấp về pháo binh tại Tbilisi, Gruzia. Năm 1981, Maskhadov đã tốt nghiệp danh dự Học viên Quân sự Kalinin tại Leningrad. Maskhadov từng phục vụ trong các đơn vị đóng tại Viễn Đông. Từ năm 1990 là Tham mưu trưởng Lực lượng tên lửa và pháo binh của Liên Xô tại Vilnius, thủ phủ Litva
Năm 1992, Maskhadov nghỉ hưu trong quân đội Liên Xô vào với cấp bậc đại tá và trở về quê hương Chechnya, Maskhadov bắt đầu sự nghiệp chính trị bên cạnh Tổng thống Chechnya khi đó là Dudayev. Ban đầu, Maskhadov là Phó tổng tham mưu trưởng đến tháng 3 năm 1994 là Tổng tham mưu trưởng lực lượng vũ trang Chechnya Ichkeria.

## Chiến tranh Chechnya lần thứ I
Tháng 12 năm 1994, khi Cuộc chiến Chechnya lần thứ I nổ ra, Maskhadov là Phó Chủ tịch thứ nhất và là Tham mưu trưởng của Hội đồng Quốc phòng (Dudayev là chủ tịch). Từ tháng 6 năm 1995, Maskhadov tham gia vào cuộc đàm phán hòa bình tại Grozny để giải quyết cuộc khủng hoảng tại Chechnya. Tháng 8 năm 1996, Maskhadov đại diện cho lực lượng ly khai Chechnya đàm phán với Thư ký Hội đồng An ninh quốc gia Nga Aleksandr Lebed, dẫn đến một thỏa thuận ngưng bắn, và hiệp ước hòa bình được ký kết, đánh dấu sự kết thúc Cuộc chiến Chechnya lần thứ I.

## Tổng thống Chechnya

Makhadov khi ký hiệp ước hòa bình với Yeltsin tại điện Kremlin

Ngày 17 tháng mười 1996, Maskhadov được bổ nhiệm làm Thủ tướng Cộng hòa Chechnya Ichkeria, trong khi vẫn giữ chức Tham mưu trưởng và Bộ trưởng Quốc phòng. Ngày 27 tháng 1 năm 1997, Maskhadov được bầu làm Tổng thống Cộng hoà Chechnya và là Tổng tư lệnh lực lượng vũ trang. Ngày 12 tháng 5 năm 1997, Maskhadov đạt đỉnh của sự nghiệp chính trị của ông, khi ký một hiệp ước hòa bình với Yeltsin tại điện Kremlin. Tuy nhiên sau đó, ông dần dần mất quyền kiểm soát với Basayev và các lãnh chúa khác.

## Chiến tranh Chechnya lần thứ II
Tháng 8 năm 1999, khi Cuộc chiến Chechnya lần thứ II nổ ra, cùng với Shamil Basayev, Ruslan Gelayev, Ibn Al-Khattab, Aslambek Ismailov, Khunkarpasha Israpilov, Maskhadov là một trong những chỉ huy chính trong trận Grozny (1999-2000). Aslan Maskhadov cùng với quân lính của ông đã tổ chức các cuộc tấn công táo bạo chống lại quân đội Nga. Sau một cuộc họp với các chỉ huy phiến quân, vì ông là Tổng thống chính thức của Chechnya, vì tầm quan trọng của mình vào sự nổi loạn, Maskhadov, đã đồng ý rút khỏi Grozny, chuyển sang hoạt động bí mật, lãnh đạo cuộc kháng chiến du kích chống quân đội Nga. Sau khi rút quân khỏi Grozny vốn bị tàn phá sau trận chiến, Maskhadov trở lại cuộc sống như một nhà lãnh đạo du kích. Nga treo giải thưởng 10.000.000 USD cho ai bắt được ông. Ông được coi là người lãnh đạo chính trị chính thức của các lực lượng ly khai trong chiến tranh. Maskhadov tuyên bố sẵn sàng đàm phán hòa bình Moskva, nhưng phía Nga từ chối thương lượng. Tháng ba năm 2005, Maskhadov bị giết chết tại Tolstoy-Yurt, một ngôi làng ở miền bắc Chechnya.